# Tournoi de Taipei
Le Tournoi de Taipei est une compétition de judo organisée tous les ans à Taipei à Taïwan par la JUA (Asian Judo Union) faisant partie de la Coupe du monde de judo masculine et féminine.

## Palmarès masculin
| Asian Open | Asian Open         | Asian Open       | Asian Open       | Asian Open             | Asian Open     | Asian Open    | Asian Open                  |
| Année      | -60 kg             | -66 kg           | -73 kg           | -81 kg                 | -90 kg         | -100 kg       | +100 kg                     |
| ---------- | ------------------ | ---------------- | ---------------- | ---------------------- | -------------- | ------------- | --------------------------- |
| 2013       | Tsai Ming Yen      | Chien Chia-Hung  | Huang Chun-Ta    | Kim Hanyeob            | Chea Sung-hoon | Song Young-uk | Choi Sung-won               |
| 2014       | Ganbaatar Battulga | Sergiu Oleinic   | Huang Chun-Ta    | Lee Jung-min           | Kirill Denisov | Jorge Fonseca | Renat Saidov                |
| 2015       | Matjaz Trbovc      | Adrian Gomboc    | Danny Williams   | Srđan Mrvaljević       | Mihael Zgank   | Jong-Hoon Won | Mukhamadmurod Abdurakhmonov |
| 2016       | Shinji Kido        | Ryota Ishikuro   | Soichi Hashimoto | Goki Maruyama          | Kim Kyung-Mo   | Jong-Hoon Won | Hirotaka Tanaka             |
| 2017       | Jun-Hee Chae       | Sheng-Ting Huang | Gui-Man Bang     | Antoine Valois-Fortier | Woosung Lim    | Yi-Chih Hong  | Po-Yen Lee                  |
| 2018       | Yang Yung-wei      | Yuuki Hashiguchi | An Jae-sik       | Kenya Kohara           | Tejen Tejenov  | Kim Lee-hyun  | Youn Jaegu                  |

## Palmarès féminin
| Asian Open | Asian Open        | Asian Open            | Asian Open            | Asian Open        | Asian Open     | Asian Open     | Asian Open        |
| Année      | -48 kg            | -52 kg                | -57 kg                | -63 kg            | -70 kg         | -78 kg         | +78 kg            |
| ---------- | ----------------- | --------------------- | --------------------- | ----------------- | -------------- | -------------- | ----------------- |
| 2013       | Hsiao Hui-Shan    | Chen Chin-Ying        | Om Pongchaliew        | Huang Shih han    | Hung Shih-Ying | Hsu Hsin-Mei   | Thonthan Satjadet |
| 2014       | Alesya Kuznetsova | Lien Pei-ju           | Lien Chen-ling        | Yang Junxia       | Seong-Yeon Kim | Zhang Zhehui   | Ma Sisi           |
| 2015       | Bo-Kyeong Jeong   | Gulbadam Babamuratova | Jan-Di Kim            | Stéfanie Tremblay | Seong-Yeon Kim | Yahima Ramirez | Ji-Youn Kim       |
| 2016       | Ji-Yeong Jang     | Chin-Ying Chen        | Terumi Kaneko         | Eun-sol Choi      | Naeko Maeda    | Dabin Lee      | Miku Eboshi       |
| 2017       | Chu-yun Lin       | Natsumi Gomi          | Terumi Kaneko         | Kiyomi Watanabe   | Yuri Alvear    | Dabin Lee      | Ji-Youn Kim       |
| 2018       | Oh Yeunju         | Mako Uchio            | Dorjsürengiin Sumiyaa | Mizuho Sato       | Shiho Kakizawa | Hong Jin-Joo   | Chang Ling Fang   |